# Доширак
«Дошира́к» (кор. 도시락 тосирак) — бренд, под которым выпускаются продукты быстрого приготовления: лапша быстрого приготовления, растворимое картофельное пюре, лапша для варки, бульоны.
Бренд впервые представленный южнокорейской компанией Korea Yakult (ныне принадлежит компании Paldo) в 1986 году. В начале 1990-х годов компания начала массовый экспорт в Россию и СНГ, где бренд получил коммерческий успех. «Доширак» с конца 1990-х годов является лидером продаж в сегменте лапши быстрого приготовления на российском рынке, лишь в 2014 году уступив лапше под брендом «Роллтон». Название бренда превратилось в нарицательное — так начали называть любую лапшу быстрого приготовления.
За пределами СНГ бренд менее распространён, но представлен на рынках Восточной Европы, Ближнего Востока, а также в Республике Корея. В Корее Paldo производит лапшу под брендом Dosirac, но она не имеет доминирующего положения.

## Российский рынок

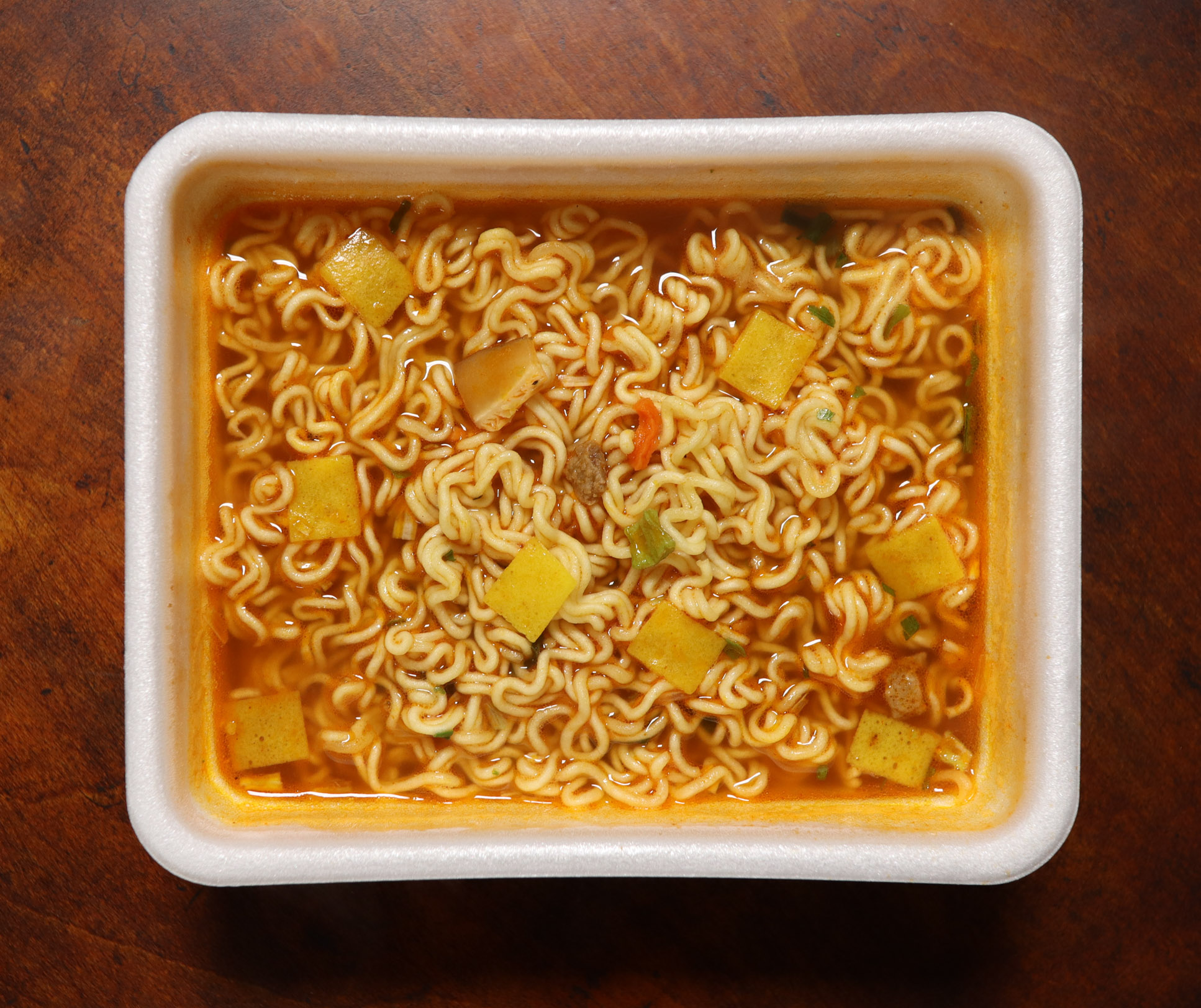
Готовый к употреблению «Доширак»

Название происходит от кор. 도시락 (Тосирак, слово читается как [to̞ɕʰiɾa̠k̚] и означает «рис в коробке» (подаваемый на завтрак)). В начале 1990-х годов лапша впервые вышла на российский рынок под транскрибированным названием «Досирак» по аналогии с англ. Dosirak, которое с тех пор приводится в работах по маркетингу и лингвистике как пример неудачного словообразования без учёта местных реалий, вследствие очевидного созвучия с грубым русским словом, обозначающим дефекацию. Российский учёный-филолог Т. А. Печенёва называет это «трагедией копирайтера».

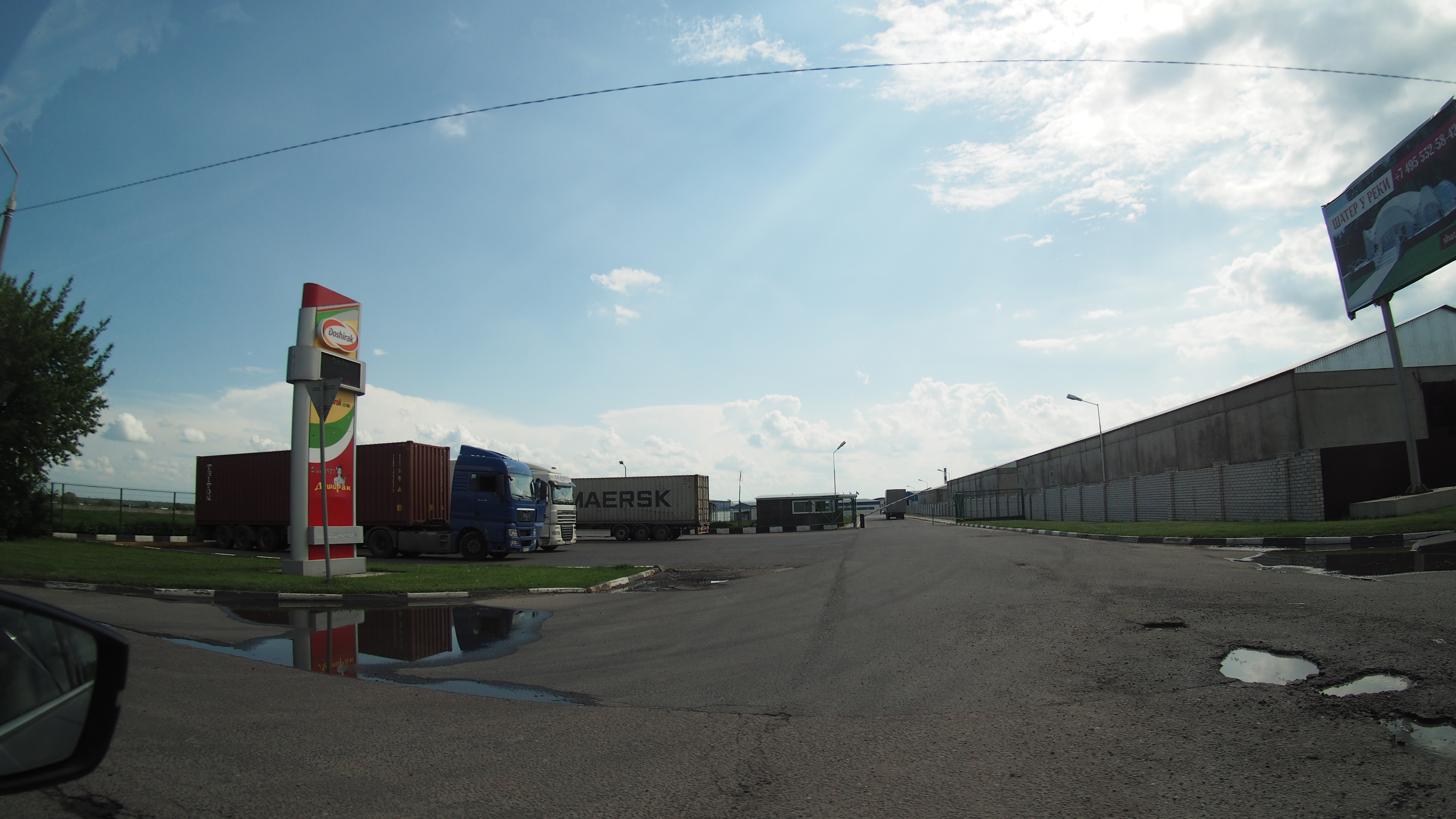
Завод пищевых концентратов в посёлке совхоза Раменское, изготовляющий «Доширак», 2020 год

В 2002 году Paldo построила производственные мощности в России, в Раменском районе Московской области, чтобы наладить локальное производство. В 2010 году открыто производство под Рязанью.

### Продажи
По состоянию на 2012 год Россия была крупнейшим экспортным рынком для Paldo. В 2019 году прибыль составила 1,786 млрд рублей (за ~70 млн упаковок товара). В 2022 году выручка «Доширак Рус» выросла на 38,5 %, до 19,76 млрд рублей, чистая прибыль увеличилась в 2,2 раза, до 4,57 млрд рублей.

### Маркетинг
Задолго до «Доширака» на российском рынке появилась лапша быстрого приготовления «Каншифу», однако, благодаря значительным вложениям в рекламу с апелляцией ко вкусам большинства («Люди любят Доширак»), использованием импликатур («А почему вы любите лапшу Доширак?») и традиционных для рекламы метафор с сочетанием вкусовых и тактильных ощущений («Вкус, от которого тепло на душе») торговая марка «Доширак» сумела её обойти.

### Продукты
В 2010 году, кроме классического продукта, который нужно залить кипятком в контейнере, компания запустила серию лапши со вкусами «Чачжан мён», «Чан рамён» и «Пибим мён», которую нужно варить несколько минут. Также под брендом «Доширак» выпускается растворимое картофельное пюре.

## В культуре

### Название как нарицательное слово
Как торговая марка одного из первых представителей в этом классе блюд быстрого приготовления на российском рынке, активно рекламировавшегося в 1990-х годах, слово «доширак» стало нарицательным и используется как для обозначения любой лапши быстрого приготовления, так и для обозначения произвольного несложного продукта, рассчитанного на быстрое потребление массовой непритязательной аудиторией (например, детективных романов в книготорговле) и даже как прозвище.
Дешевизна блюда породила также выражения «работать за доширак», «хватает на доширак», «стартап на дошираке» (калька с англ. ramen profitable), описывающие ситуацию минимального, но достаточного для выживания уровня зарплаты или дохода компании.